# Nationalpark Paklenica
Der Nationalpark Paklenica ist ein Nationalpark im Velebit-Gebirgsmassiv 30 km nordöstlich der Stadt Zadar an der kroatischen Adria und ca. einen Kilometer entfernt von Starigrad-Paklenica. Er umfasst mediterrane, kontinentale und alpine Klimazonen und wurde bereits im Jahre 1949 zum Nationalpark erklärt. Die höchsten Gipfel sind Vaganski Vrh mit 1757 m. i. J. und Sveto Brdo (1750 m. i. J.)
Paklenica bedeutet im Kroatischen „kleine Hölle“. Der Name entstand vermutlich aufgrund der rauen und steilen Karstfelsen, die zahlreiche versteckte Höhlen beherbergen und von der Sonne angestrahlt die Assoziation mit der Unterwelt erwecken. Eine alternative Erklärung führt den Namen auf die im Park häufig vorkommenden Schwarzkiefern zurück, deren Saft (Paklina) früher zur Imprägnierung von Booten verwendet wurde.
Die Gesamtfläche dieses Nationalparks beträgt 96 Quadratkilometer.
Der Nationalpark bietet Lebensraum für zahlreiche seltene und geschützte Tierarten: Gämse, Hirsche, Braunbären, Luchse, Wölfe, Schlangenadler, Gänsegeier leben im Nationalpark. Daneben leben auch zahlreiche Reptilien im Velebit: Giftige Hornvipern und Kreuzottern kommen im Karst Kroatiens relativ häufig vor.
Im Nationalpark befinden sich alte Buchenwälder, die den größten und ältesten Buchenwaldkomplex an der Küste der Ostadria darstellen. Dieser Teil (ca. 2.000 ha) wurde 2017 in das Weltnaturerbe Buchenwälder aufgenommen.

## Film-Drehort
Da die Paklenica-Schlucht Ähnlichkeit mit amerikanischen Canyons im Wilden Westen hat, diente sie 1962 als Kulisse für den Winnetou-Film Der Schatz im Silbersee. Die Drehorte sind dank Hinweisschildern gut zu finden.

## Klettern
Der Nationalpark, insbesondere die Schlucht, eignet sich durch das stabile Kalkgestein für den Klettersport. Der Nationalpark verfügt über ein großes Klettergebiet mit über 400 Routen in unterschiedlichen Schwierigkeitsgraden. Das Klettergebiet ist vor allem bekannt für seine Sportkletterrouten. Auch einige Mehrseillängenrouten sind im Park zu finden. Alle Routen sind meist gut durch Bohrhaken gesichert. Auch für das Bouldern sind im Park geeignete Stellen zu finden.

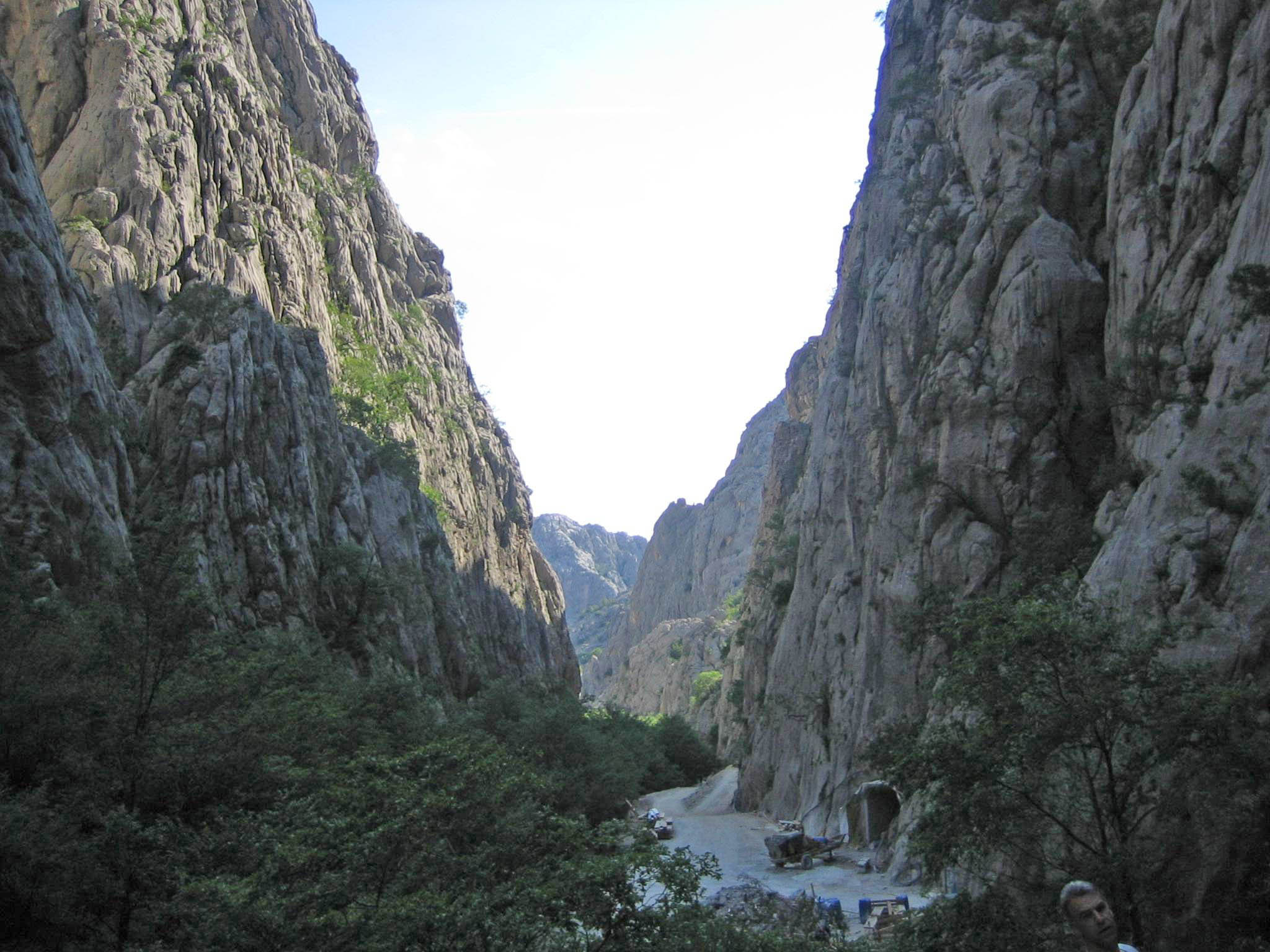
Paklenica-Schlucht

## Wandern
Um die Vielfältigkeit des Parks kennenzulernen, stehen 150 km markierte Wanderwege zur Verfügung. In einigen Gebieten ist es dringend angeraten, diese aufgrund von weiterhin existierender Landminengefahr nicht zu verlassen.
Das Zelten ist im Park nicht gestattet, allerdings stehen dem Wanderer einige Berghütten und (kostenlose) Schutzhütten zur Verfügung. Wasser ist im Park ausreichend und in trinkbarer Qualität vorhanden.